# NGC 7606
NGC 7606 este o emission-line galaxy⁠(d) situată în constelația Vărsătorul. A fost descoperită în 28 septembrie 1785 de către William Herschel. Se află la o distanță de 36,14 de megaparseci de Pământ.